# Villa rustica de la Niculițel (2)
Villa rustica este situată în extremitatea nordică localității Niculițel din județul Tulcea, în punctul numit Gurgoaia. 

## Legături exerne
- Roman castra from Romania (includes villae rusticae) - Google Maps / Earth Arhivat în 5 decembrie 2012, la Archive.is